# Olongapo
Olongapo is een stad binnen de grenzen van de Filipijnse provincie Zambales in het westen van het eiland Luzon. De stad is onafhankelijk en valt dus niet onder het bestuur van de provincie. Bij de laatste census in 2010 telde de stad ruim 221 duizend inwoners.

## Geografie

### Bestuurlijke indeling
Olongapo is onderverdeeld in de volgende 17 barangays:
| - Asinan - East Bajac-Bajac - Banicain - Baretto - New Cabalan - Old Cabalan - Gordon Heights - East Tapinac - West Tapinac | - Kababae - Kalalake - Ilalim - Kalaklan - Mabayuan - Pag-asa - Sta. Rita - West Bakac Bajac |

## Bestuur en politiek
Zoals alle steden is de belangrijkste bestuurder van Olongapo de burgemeester. De burgemeester wordt elke drie jaar gekozen door de kiesgerechtigde stemmers binnen de stad en is het hoofd van het stadsbestuur en de uitvoerende organen. Het burgemeesterschap van de stad is het grootste deel van de geschiedenis van Olongapo in handen van de Gordons. De huidige burgemeester van de stad, James Gordon jr. is tijdens de verkiezingen van 2007 voor drie jaar herkozen voor zijn tweede opeenvolgende termijn. Gordons ouders en grootouders waren in het verleden ook burgemeester van Olongapo. De viceburgemeester, momenteel Cynthia M. Cajudo, is voorzitter van de sangguniang panlungsod (stadsraad). Deze sangguniang panlungsod vertegenwoordigt de wetgevende macht binnen de stad en is samengesteld uit tien gekozen raadsleden.
Lijst van burgemeesters van Olongapo sinds 1964
- 1964 - 1967 James Leonard Gordon
- 1967 - 1971 Amelia Juico Gordon
- 1971 - 1980 Geronimo Lipumano
- 1980 - 1986 Richard Gordon
- 1986 - 1988 Ted Macapagal (benoemd als Officer in Charge [OIC])
- 1988 - 1993 Richard Gordon
- 1993 - 1995 Cynthia Cajudo[4]
- 1995 - 2004 Katherine Gordon
- 2004 - heden James Gordon jr.

## Demografie
Olongapo had bij de census van 2010 een inwoneraantal van 221.178 mensen. Dit waren 6.092 mensen (2,7%) minder dan bij de vorige census van 2007. Ten opzichte van de census van 2000 was het aantal inwoners gegroeid met 26.918 mensen (13,9%). De gemiddelde jaarlijkse groei in die periode kwam daarmee uit op 1,31%, hetgeen lager was dan het landelijk jaarlijks gemiddelde over deze periode (1,90%).

De bevolkingsdichtheid van Olongapo was ten tijde van de laatste census, met 221.178 inwoners op 185 km², 1195,6 mensen per km².

## Geboren in Olongapo
- Antonio Diaz (6 september 1927), afgevaardigde van Zambales (overleden 2011).

Botolan · Cabangan · Candelaria · Castillejos · Iba · Masinloc · Olongapo · Palauig · San Antonio · San Felipe · San Marcelino · San Narciso · Santa Cruz · Subic